# Zonitomorpha incostata
Zonitomorpha incostata es una especie de coleóptero de la familia Meloidae.

## Distribución geográfica
Habita en Guinea.